# 孔多爾森卡山 (阿亞庫喬大區)
12°48′51″S 74°16′35″W / 12.81417°S 74.27639°W
孔多爾森卡山（Kuntur Sinqa），是秘魯的山峰，位於該國中南部阿亞庫喬大區的萬塔省，處於曼塔羅河右岸，屬於安第斯山脈的一部分，1945年8月16日西北坡發生山泥傾瀉堵塞曼塔羅河。